# П'єтро Б'яджолі
П'єтро Б'яджолі (італ. Pietro Biagioli, 25 серпня 1929, Кампі-Бізенціо — 3 вересня 2017, Флоренція) — італійський футболіст, що грав на позиції півзахисника, нападника, нападника. По завершенні ігрової кар'єри — футбольний тренер.

## Ігрова кар'єра
Народився 25 серпня 1929 року в місті Кампі-Бізенціо. Вихованець юнацької команди «Фіорентина». З 1948 року потрапив до першої команди «фіалок», але взяв участь лише у 1 матчі Серії А — 12 червня 1949 року проти «Торіно», якій після трагедії на Суперзі, під час якої загинули більшість основних футболістів, змушений був випускати молодіжний склад, а «Фіорентина» з поваги до загиблих чемпіонів також виставила на поле «молодіжку».
Не пробившись до основи флорентійської команди, з 1950 по 1952 рік Б'яджолі грав на правах оренди у складі клубів Серії В «Піза» та «Піомбіно», причому у другому сезоні він посів друге місце серед найкращих бомбардирів Серії В з 17 м'ячами;
В кінці сезону він повернувся в «Фіорентину», де у сезоні 1952/53 провів 15 матчів і забив 2 голи у Серії А — 15 березня 1953 року у ворота «Трієстини» (2:0) і 12 квітня 1953 року в матчі проти «Аталанти» (2:1).
У сезоні 1953/54 на правах оренди грав за «Торіно», за який провів 20 матчів і забив 5 голів (в тому числі гол в 28-му турі, 18 квітня 1954 року, у ворота «Мілану» (1:0).
1954 року уклав контракт з клубом Серії В «Мардзотто Вальданьо», у складі якого провів наступні два сезони. У 1956 році він перейшов на правах оренди в «Падову», але за сезон зіграв лише три матчі у Серії А, в той час як в наступному році після повернення у «Вальданьо» він став найкращим бомбардиром Серії B сезону 1957/58, забивши 19 голів.
1958 року перейшов до «Таранто», за який відіграв 5 сезонів у Серії В і Серії C. Більшість часу, проведеного у складі «Таранто», був основним гравцем команди.
Завершив професійну кар'єру футболіста виступами за команду «Таранто» у 1963 році. За свою кар'єру він провів 39 матчів і забив 7 голів у Серії А і 190 матчів і 68 голів в Серії В.

## Виступи за збірну
1952 року у складі олімпійської збірної Італії був у заявці Олімпійських ігор в Гельсінкі, проте за збірну так жодного матчу в кар'єрі і не зіграв.

## Кар'єра тренера
По завершенні ігрової кар'єри працював на тренерських посадах у рідній «Фіорентині». Помер 3 вересня 2017 року, у віці 88 років, у Флоренції.

## Титули і досягнення
- Найкращий бомбардир Серії В: 1957/58 (19 голів)